# Le Globe
Pour les articles homonymes, voir Globe.
Le Globe, sous-titré journal littéraire, puis philosophique et littéraire est un journal paru à Paris le 15 septembre 1824. En 1828, il devient aussi politique. Il fut fondé et dirigé par Pierre Leroux et Paul-François Dubois, ce dernier assumant le rôle de rédacteur en chef jusqu'en 1830. En janvier 1831, Le Globe devient le journal de la doctrine de Saint-Simon, puis en août de la même année le journal de la religion saint-simonienne. Il cesse de paraître le 20 avril 1832.

## Naissance et affirmation du journal, 1824-1828
À sa création, Le Globe se présente comme une feuille de 4 pages de format in-quarto paraissant tous les deux jours, puis deux fois par semaine à partir de 1828. Les fonds nécessaires à la réalisation du journal sont apportés par Alexandre Lachevardière, un imprimeur avec lequel Pierre Leroux, typographe de formation, avait des contacts. Ancien normalien, Dubois n'était pas un débutant dans le journalisme. En 1823, il avait notamment collaboré aux Tablettes universelles, recueil mensuel d'esprit libéral fondé en 1820. À la demande de Leroux, il s'associe à l'entreprise et se charge de recruter les journalistes. Lors de la constitution du groupe littéraire, les principaux rédacteurs, parmi lesquels Dubois, Damiron, Jouffroy, Artaud, Trognon, étaient en majorité issus de l’École normale, si bien que le journal fut souvent associé aux doctrinaires. Cependant, ces derniers n’ont pas participé à sa création et restèrent en dehors du groupe de rédaction. Charles de Rémusat, futur ministre de l'Intérieur de Thiers en 1840, rejoint le journal en 1825.
Les rédacteurs du Globe étaient de jeunes intellectuels libéraux nés entre 1793 et 1804. Libres d’attaches antérieures, ils se veulent la jeune France et se démarquent de leurs aînés. La liberté est leur maître-mot. Opposés aux Ultras, ils se réclament de l’héritage de 1789, mais récusent l’esprit révolutionnaire. Sur le plan religieux et philosophique, ils adhèrent pour la plupart au déisme et au spiritualisme rationnel, dans la tradition de Descartes, et réfutent le sensualisme matérialiste de Condillac.
D'abord littéraire, Le Globe fut considéré par ses contemporains comme le « principal organe du romantisme en France ». Les « globistes » se désignent volontiers comme « romantiques », sans pour autant s’enrôler sous une bannière. Plusieurs d’entre eux, dont Duvergier de Hauranne, Vitet, Magnin sont engagés dans les débats qui divisent la critique. Ils revendiquent la « liberté littéraire » contre les idées classiques et soutiennent la réforme du théâtre. Ouverts aux œuvres étrangères, ils veulent une littérature vivante qui exprime les préoccupations de leur temps. Leur appel au renouvellement vaut pour tous les genres littéraires, la musique et les beaux-arts, et toutes les créations de l’esprit. 
Affirmant ses ambitions, le journal adopte en août 1826 le sous-titre de « journal philosophique et littéraire ». La philosophie occupe alors une place de choix. En avril 1827, le terme de « journal » est remplacé par celui de « recueil ». Ce nouveau changement de sous-titre illustre l’importance accordée, dès la création du Globe, aux recueils de textes à caractère encyclopédique très appréciés des lecteurs, y compris à l'étranger. 
Cette même année 1827 est marquée par la création d’une société par actions visant à assurer l’indépendance financière de l'entreprise. À ce moment, le journal comptait 800 à 900 abonnés, ce qui n’est pas si mal pour un périodique jugé élitiste, mais peu par rapport au Constitutionnel (20 000 abonnés). Cependant, le nombre de lecteurs du Globe excédait largement cette estimation du fait des envois gratuits qui en doublaient la diffusion.

## Le Globe, journal politique, 1828-1830
La chute du gouvernement Villèle en janvier 1828 représente un tournant. Sous le ministère Martignac, la nouvelle loi sur la presse, définitivement adoptée le 18 juillet, instaure un régime plus favorable et supprime l’autorisation préalable pour les journaux politiques. Le 16 août, Le Globe devient officiellement « journal philosophique, politique et littéraire ». De nouveaux journalistes entrent à la rédaction, dont Armand Carrel et Louis Viardot. Parallèlement, les doctrinaires créent La Revue française, un bimestriel qui se situe dans une même communauté d’idées avec Le Globe. 
À partir d’août 1829, la rédaction du journal s’apprête à la « résistance légale » au ministère Polignac. Le 15 janvier 1830, dans un contexte politique tendu, Le Globe change de formule et devient quotidien. La politique passe au premier plan (« journal politique, philosophique et littéraire »). L’éditorial du premier numéro du Globe quotidien, rédigé par Dubois sous le titre « La France et les Bourbons en 1830 », fait scandale en posant la question dynastique. Ce dernier comparaît en justice le 18 février et est condamné le 10 mars à quatre mois de prison et 2000 francs d’amende. Rémusat devient l'animateur du journal.
Le 26 juillet 1830, à la veille de la révolution de Juillet, il rédige avec Thiers, dans les bureaux du National, une protestation solennelle des journalistes contre les ordonnances de Charles X, publiée le lendemain dans les journaux Le National, Le Globe et Le Temps :

« Le régime légal est […] interrompu, celui de la force est commencé. Dans la situation où nous sommes placés, l’obéissance cesse d’être un devoir. […] Aujourd’hui donc, des ministres criminels ont violé la légalité. Nous sommes dispensés d’obéir. Nous essaierons de publier nos feuilles sans demander l’autorisation qui nous est imposée. »

— Protestation des 44 journalistes du 26 juillet 1830.

## La fin duGlobelibéral et l’avènement duGlobesaint-simonien, 1830-1832
La révolution de Juillet eut pour conséquence la fin de la cohésion du groupe de rédacteurs, partagés entre « orléanistes », les plus nombreux, et « républicains », Pierre Leroux en tête. Une crise s’ouvre au sein du journal, dont les principales étapes sont les suivantes : 
- 16 août 1830 : la dissolution du Globe est prononcée. Dubois abandonne son titre de gérant et se retire ainsi que la plupart des rédacteurs. Bon nombre d’entre eux occuperont des postes officiels sous le nouveau régime de la monarchie de Juillet. Leroux reste seul gérant, assisté de Sainte-Beuve, Lerminier, Magnin qui assurent la rédaction.
- 20 septembre 1830 : la société est en liquidation. N’ayant pu réunir les fonds nécessaires, Leroux s’adresse à Enfantin pour qu'il rachète le journal.
- 10 novembre 1830 : les saints-simoniens prennent la direction du journal, avec Michel Chevalier comme directeur.
- 18 janvier 1831 : le nouveau journal devient officiellement Le Globe : journal de la doctrine de Saint-Simon. Seul le titre est resté du Globe de la Restauration.

Une campagne d’abonnements est lancée par la nouvelle direction avec un certain succès. Cependant, l’orientation prise par le journal entraine la défection de nombreux lecteurs de l’ancien Globe et la quantité d’abonnés baisse rapidement. En août 1831, le journal change de sous-titre pour devenir « journal de la religion saint-simonienne » ; il est alors diffusé gratuitement. Des difficultés économiques ainsi que de graves divergences de doctrine amènent la fin du Globe  saint-simonien le 20 avril 1832.

## Principaux collaborateurs duGlobelibéral
- Jean-Jacques Ampère
- Nicolas Artaud
- Alexandre Bertrand
- Jean Philibert Damiron
- Ernest Desclozeaux
- Marcelin Desloges
- Adolphe Dittmer
- Paul-François Dubois
- Tanneguy Duchâtel
- Prosper Duvergier de Hauranne
- Jean-Georges Farcy
- Eugène Géruzez
- Louis de Guizard
- François Guizot
- Théodore Jouffroy
- Eugène Lerminier
- Pierre Leroux
- Charles Magnin
- Henri Patin
- Achille Perreau
- Charles de Rémusat
- Charles Renouard
- Jean-Baptiste Rosemond de Beauvallon
- Auguste Trognon
- Ludovic Vitet
- Sainte-Beuve

## Actionnaires (de 1828 à 1830)
- François Guizot
- Jacques Laffitte
- Louis Napoléon Lannes, duc de Montebello
- Alphonse Lavallée
- Alexandre Lachevardière
- Horace de Wissocq[2], cousin du rédacteur Sainte-Beuve
- Vingt-cinq journalistes appartenant au groupe de rédaction (dont Dubois et Leroux).

## Principaux collaborateurs duGlobesaint-simonien
- Émile Barrault
- Gustave d'Eichthal
- Prosper Enfantin
- Henri Fournel
- Xavier Joncières
- Paul Mathieu Laurent
- Pierre Leroux
- Isaac et Émile Pereire
- Olinde Rodrigues
- Henry Celliez

## Citation
« On se rappelle ce que fut cette feuille célèbre. En philosophie, le spiritualisme ; en histoire, une curiosité intelligente, impartiale, et même sympathique pour les temps anciens et les divers états des sociétés humaines ; en littérature, le goût de la nouveauté, de la variété, de la liberté, même sous ses formes les plus étrangères et dans ses plus grossiers mélanges : c'était là le drapeau des rédacteurs du Globe. »

— Eugène Hatin, Histoire politique et littéraire de la presse en France, t. viii, Paris, Poulet-Malassis, 1861, p. 499.